# 聖三一號導彈驅逐艦
聖三一號導彈驅逐艦（西班牙語：ARA Santísima Trinidad），為阿根廷海軍兩艘42型驅逐艦之一，亦是唯一一艘於英國以外建造的同級艦。該艦僅服役9年後隨即一直封存，至2013年因日久失修而沉沒，兩年後才被打撈出水面。目前，該艦仍然閒置，並尚待改建為軍事博物館。

## 建造及海試
1970年5月，阿根廷海軍向英國訂購兩艘當時最新款的42型驅逐艦，當中首艦「大力神號」由英國維克斯-阿姆斯特朗造船公司建造；而此艦則透過英方的技術轉移，由阿根廷AFNE Rio Santiago造船廠興建。隨後，此艦於翌年正式安放龍骨，並於1974年下水。
然而，在1975年8月22日，仍在艤裝的「聖三一號」被蒙東内罗斯游擊隊放置兩枚水雷破壞。當中，放於造船廠對出河床的水雷成功引爆，導致此艦船底及電子設備嚴重受損，建造工作因而延誤一年。
直至1980年3月7日，此艦正式入役阿根廷海軍，並命名為「聖三一號」，母港為貝爾格拉諾港海軍基地。
入列一年後，「聖三一號」於1981年4月首航出國，前赴英國進行為期8個月的海試，並進行海標槍導彈試射訓練。

## 服役史

### 參與福克蘭戰爭
1982年4月2日凌晨，以「聖三一號」為首的阿根廷艦隊於英屬福克蘭群島（下稱「福島」）東面的鯡魚灣強行登陸，隨即攻佔福島各地，並透過電文迫令總督雷克斯·杭特投降
，為福克蘭戰爭揭開序幕。
而在其後的海戰中，此艦曾與「大力神號」一同承擔「5月25日號」航母的主要掩護力量，並組成「79.1任務群」，於福島以北水域搜索並攻擊英軍艦艇；然而，由於前者出現機械故障，相關任務後來集中於「聖三一號」，並擔當該任務群的防空指揮及控制角色。期間，此艦曾捲入「海鹞事件」：5月1日，由於一架正在返航的阿軍S-2艦載巡邏機被不明飛機跟蹤，「聖三一號」隨即開啟搜索及火控雷達，並將目標鎖定為一架隸屬英國海軍航空兵801中隊、編號為XZ451的海鹞战斗攻击机，準備進行攻擊。及後，XZ451的機師基於受襲威脅，決定對此艦進行反擊，但未有打中阿方任何艦艇。經評估後，任務群指揮官基於英方飛機並非正進行攻擊行動，下令艦隊撤回福島沿岸水域。
至同月4日，「聖三一號」搭載的山貓直升機在甲板上墜毀，加上早幾日艦上發生機械故障。因此，阿根廷艦隊決定進行重整，包括安排此艦入塢維修，以解決航速減慢的問題。而在復出以後，此艦主要在巴塔哥尼亞與福島間水域巡邏，並於6月8日阿軍空襲英國運兵船期間，對英軍海鹞战斗攻击机實施無線電干擾。
而在戰敗以後，此艦亦曾護送載有3,000名阿軍戰俘的「堪培拉號」郵輪回國。

### 福克蘭戰爭以後
在阿根廷戰敗以後，英國對該國實施軍事禁運，導致阿軍無法取得維修兩艘42型驅逐艦的備件 。因此，阿根廷國防部曾擬於1985年出售「聖三一號」，但不果。
此艦於1987年3月2-15日，曾參與福島對出水域的海上軍演，以反制英國在鄰近海域的軍演；同年11月27日，此艦進行最後一次實彈射擊，以海標槍導彈擊落無人靶機 。至1989年最後一次出海航行後，「聖三一號」隨即被長期封存，成為同級「大力神號」的零件船，但直至2004年才列為預備役艦艇。

## 退出現役以後
在2004年退出現役以後，阿根廷國會曾動議將「聖三一號」改為博物館艦，但最終不了了之。
在大量備件被拆走及缺乏保養之下，此艦於2013年1月21日因閥門破損導致船艙入水，最後在貝爾格拉諾港港池內沉沒。事發一年多以後（即2014年9月），阿軍才安排將此艦打撈出水。2015年12月，「聖三一號」完成打撈工作，並擬改作紀念福克蘭戰爭的軍艦博物館，惟計劃於三年後被腰斬，此艦仍然原封不動。
2020年12月17日，阿根廷總統簽署法令，著令軍方將閒置長達31年的「聖三一號」正式除籍並出售拆解
。然而，基於此艦的歷史價值甚高，阿根廷聯邦法院於一年後駁回上述法令，此艦暫時得以保留。

### 相關參考書籍
- Mayorga, Horacio A. . Buenos Aires: Planeta. 1998. ISBN 950-742-976-X （西班牙语）.
- Rodríguez, Horacio; Arguindeguy, Pablo. . Presidencia de la Nación, Secretaría de Cultura （西班牙语）.
- Smith, Gordon. . Lulu.com. 2006. ISBN 1-84753-950-5.